# ミャンマー国際航空
ミャンマー国際航空 (Myanmar Airways International) は、ヤンゴンを本拠地とするミャンマーの航空会社である。
地元財閥（カンボーザグループ）が80%、ミャンマー・ナショナル航空が20%ずつ出資している。

## 歴史
- 1993年8月、ロイヤルブルネイ航空の支援を受けて、ミャンマー・ナショナル航空とシンガポールに拠点を置く企業との合弁会社として設立された。
- 2000年12月5日、シンガポールに本拠を置くリージョンエアと長期合弁契約を締結し、株式の49%を売却した[2]。
- 2001年、航空機の塗装やブランドを刷新した。
- 2002年、国際航空運送協会(IATA)に加盟した。
- 2003年、バンコク-ヤンゴン-バンコク線で、タイ国際航空とコードシェア提携を開始。
- 2010年、地元財閥のカンボーザグループが株式の80%を取得、民営化が行われた。
- 2014年1月にはカンボーザグループが全ての株式を取得し、完全子会社となった[3]。

## 保有機材
保有機材の多くが中古機であり、特に中国南方航空の中古機が多い。ただし、中古機が多いこともあり、2025年8月現在の機材の平均機齢は16.6年となっている。

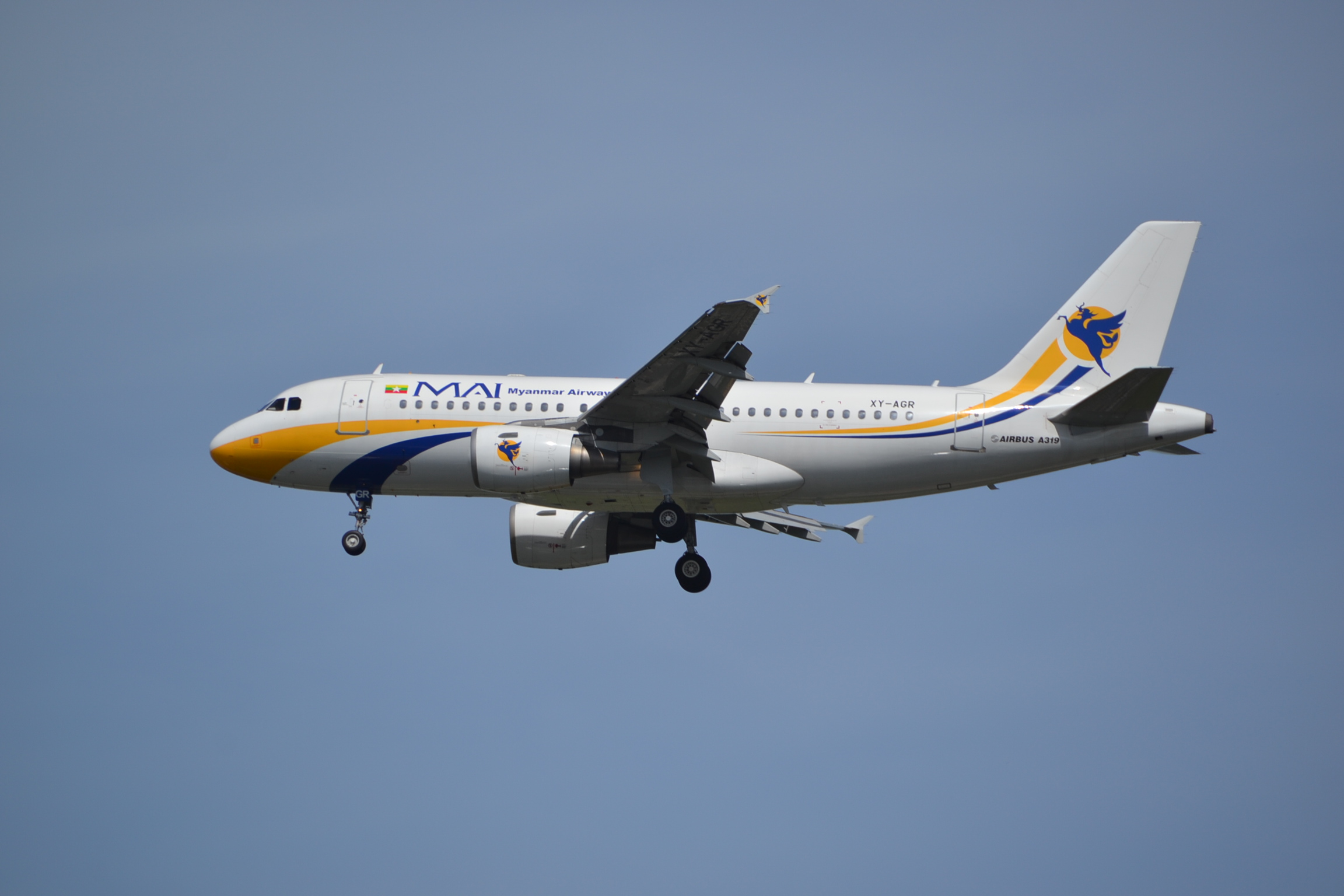
エアバスA319-100
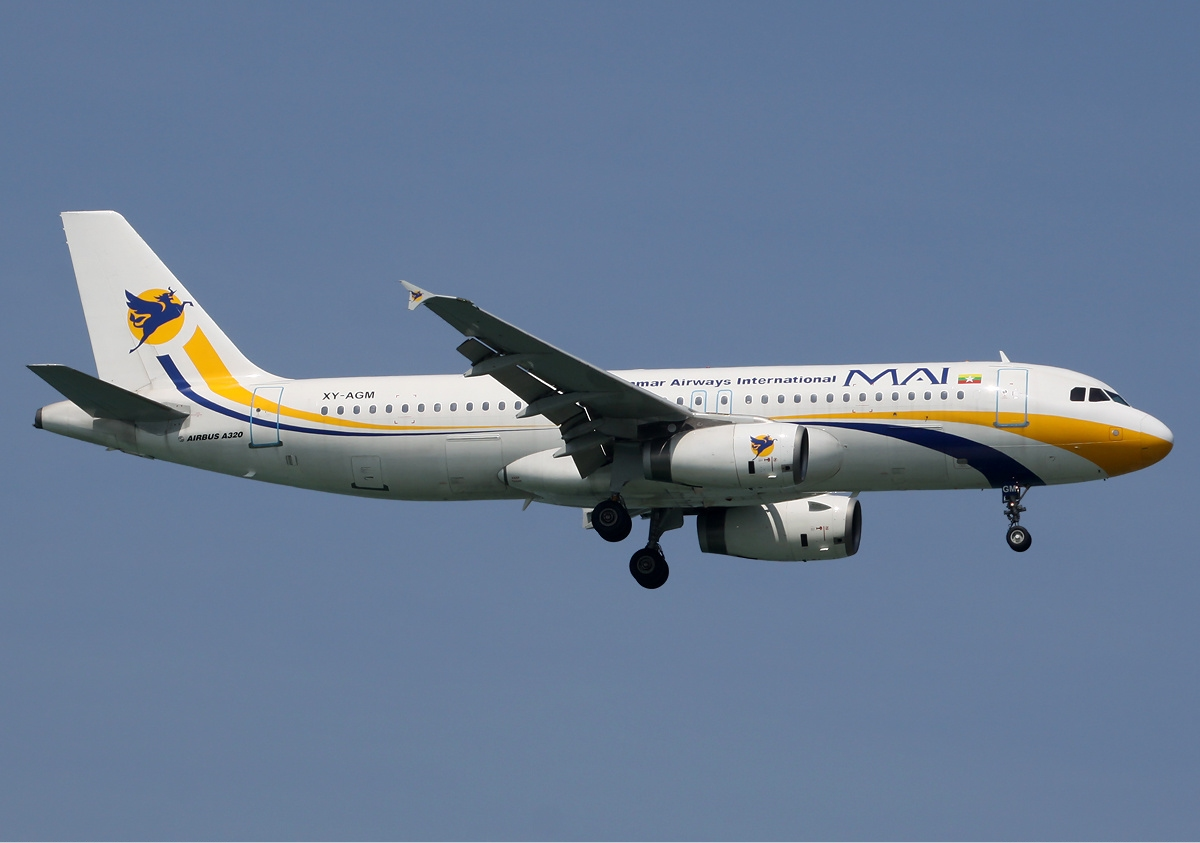
エアバスA320‐200

| 機材                | 運用機数 | 座席数 | 備考                                                 |
| ------------------- | -------- | ------ | ---------------------------------------------------- |
| エアバスA319-100    | 6        | 140    | 2025年に導入した2機は中国南方航空の中古機。          |
| エアバスA320-200    | 2        | 170    |                                                      |
| エンブラエル E190LR | 2        | 98     | 中国南方航空の中古機                                 |
| ATR 72-600          | 1        | 68     | 2024年導入。ヴァージンオーストラリア航空のの中古機。 |
| 計                  | 9        |        |                                                      |

- エアバスA319-100
- エアバスA320‐200

## 就航地
| 国・地域         | 就航地                                                                           |
| ---------------- | -------------------------------------------------------------------------------- |
| ミャンマー       | ヤンゴン、ダウェイ、チャイントン、マンダレー、ミェイク、ミッチーナー、シットウェ |
| タイ             | バンコク/スワンナプーム、バンコク/ドンムアン、チェンマイ                         |
| カンボジア       | プノンペン                                                                       |
| ベトナム         | ハノイ、ホーチミン                                                               |
| マレーシア       | クアラルンプール                                                                 |
| シンガポール     | シンガポール                                                                     |
| 中華人民共和国   | 広州、昆明                                                                       |
| 大韓民国         | ソウル/仁川                                                                      |
| インド           | チェンナイ、デリー、コルカタ                                                     |
| アラブ首長国連邦 | ドバイ                                                                           |

2024年6月現在

## 共同運航（コードシェア）提携先
2019年8月現在、ミャンマー国際航空とコードシェアを提携しているのは以下の会社。
- エア KBZ
- 大韓航空（2013年4月より）
- アシアナ航空（2013年4月より）
- マレーシア航空（2014年1月より）
- ガルーダ・インドネシア航空（2014年11月より）
- スリランカ航空（2017年5月より）
- ロイヤルブルネイ航空

## マイレージサービス
「スカイスマイル」（Sky Smile）という独自のマイレージサービスを提供している。スカイスマイルには、ダイヤモンド、ルビー、ジェイドの3つのレベルが設定されている。カテゴリーに応じた特典を提供する。